# واکسول ۱۰–۴
واکسول ۱۰-۴ (Vauxhall ۱۰-۴) خودرویی است که در سال‌های ۱۹۳۷ تا ۱۹۴۰۱۹۴۶ - ۱۹۴۷در انگلند تولید شده‌است.
این خودرو در کلاس خودرو کامپکت قرار گرفته و طراحی آن خودروهای موتور جلو-محور عقب بوده وزن آن در حالت طبیعی ۲٬۰۱۶ پوند (۹۱۴ کیلوگرم) است.